# Roter Hof in Zakopane

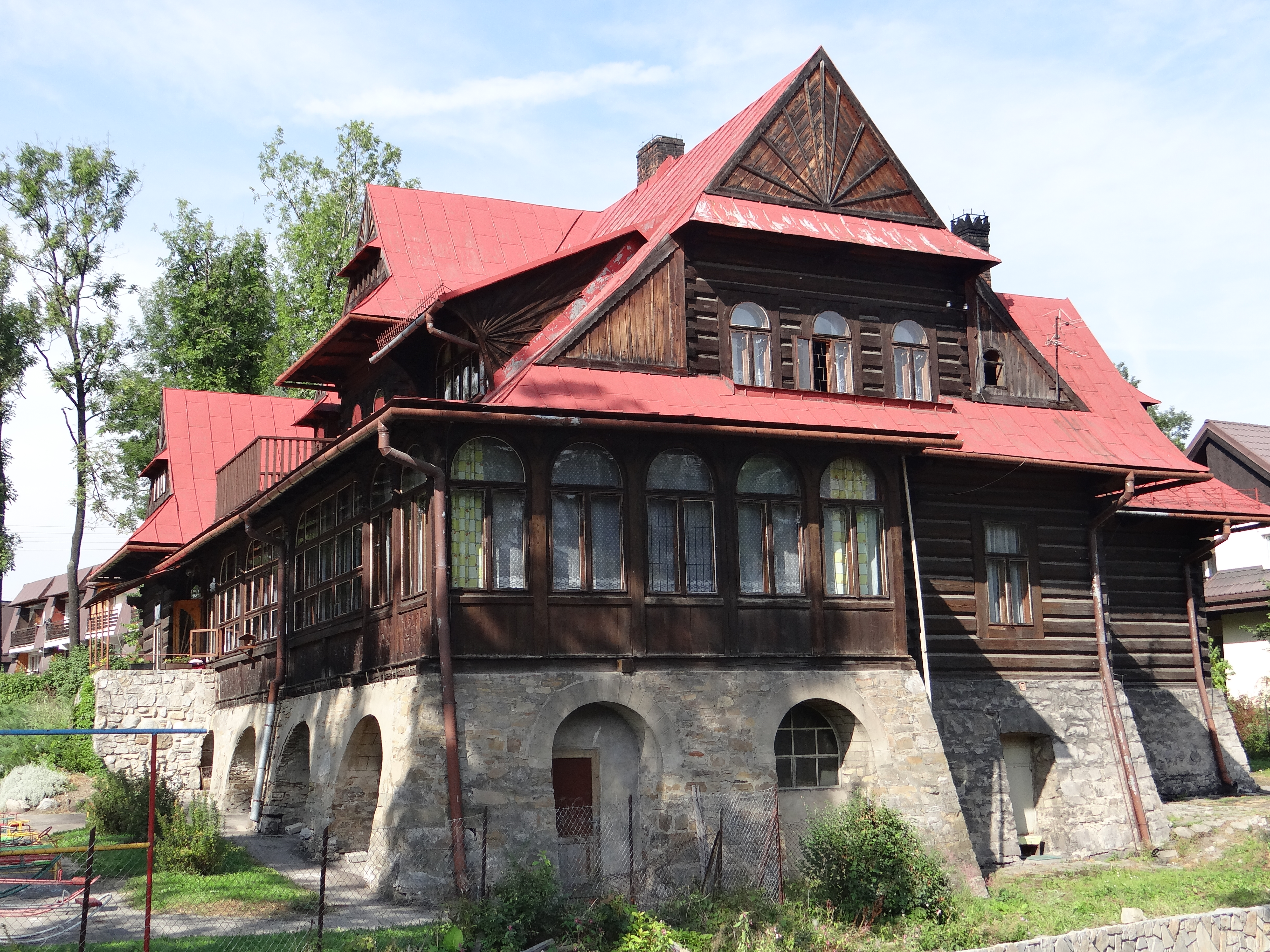
Im Sommer

Die Villa Roter Hof  (poln. Czerwony Dwór) wurde 1902 im Zentrum von Zakopane im Zakopane-Stil erbaut. Das namensgebende rote Dach wurde 1907 aufgesetzt. Im Gebäude wohnten zeitweilig Artur Rubinstein, Karol Szymanowski, Stefan Żeromski mit seinem Sohn sowie Józef Kuraś (1915–1947), einem der Verstoßenen Soldaten. Nach 1951 befand sich der örtliche Kindergarten im Roten Hof. Derzeit wird er lokalen Künstlern zur Verfügung gestellt.
Die Villa ist denkmalgeschützt.